# Hermann Fegelein
Hermann Fegelein, né le 30 octobre 1906 à Ansbach (Bavière) et exécuté le 28 avril 1945 à Berlin, est un général SS allemand (SS-Gruppenführer und Generalleutnant der Waffen-SS), auteur de crimes de guerre et acteur de la Shoah en tant que responsable de massacres de Juifs sur le front de l'Est dès 1941 à la tête de la brigade de cavalerie SS.
En 1925, Fegelein rejoint un régiment de cavalerie dans la Reichswehr. Il est transféré dans la SS le 10 avril 1933. Il devient le chef d'un groupe d'équitation et est chargé de la préparation des compétitions de cette discipline pour les Jeux olympiques d'été de 1936 à Berlin. Il essaie lui-même d'intégrer l'équipe nationale mais est éliminé lors des qualifications.
En septembre 1939, au moment de l'invasion de la Pologne, Fegelein commande le « Totenkopf Reiterstandarte » (en français, le « régiment de cavalerie Tête de mort ») de la SS-Verfügungstruppe (la SS-VT, transférée dans la Waffen-SS à partir de mai 1940). Il est en garnison à Varsovie jusqu'en décembre 1939. En mai et juin 1940, il participe à la bataille de France. Pour ses services au cours de ces campagnes, on lui octroie la croix de fer de 2e classe le 15 décembre 1940. Après le déclenchement de l'invasion de l'Union soviétique à l'été 1941, les unités sous son commandement sont responsables de l'extermination de plus de 17 000 civils, juifs pour la plupart, dans les marais du Pripiat en Biélorussie.
Fegelein est un opportuniste qui se lie d’amitié avec le chef de la SS, le Reichsführer-SS Heinrich Himmler, lequel lui accorde les meilleures affectations et des promotions rapides. Nommé à la tête de la 8e division SS « Florian Geyer » en 1943, il participe à la lutte anti-partisans en URSS ainsi qu'à des actions défensives contre l'Armée rouge, ce qui lui vaut l'attribution de l'agrafe de combat rapproché en bronze. Il est grièvement blessé en septembre de la même année : il est alors réaffecté par Himmler à l’état-major de Hitler au début de 1944, en tant qu’officier de liaison représentant la SS.
Ayant l'occasion d'épouser Gretl Braun, la sœur de la maîtresse du Führer, Eva Braun, il entre en 1944 dans le cercle intime du dirigeant nazi. Fegelein est présent lors de l'attentat raté contre Hitler le 20 juillet 1944 à la Wolfsschanze en Prusse-Orientale. De même, il est en poste au Führerbunker à Berlin, où s'est retranché Hitler au cours des derniers mois de la guerre.
Après la trahison de Himmler quelques jours avant la fin de la guerre, Fegelein est soupçonné de complicité, arrêté et jugé de manière expéditive pour désertion, puis exécuté par la SS, probablement dans les jardins de la chancellerie, deux jours avant le suicide de Hitler. Le journaliste William L. Shirer et l’historien Ian Kershaw le jugent cynique et peu recommandable. Albert Speer, architecte personnel du Führer et ministre du Reich, l’a décrit comme « l’une des personnes les plus répugnantes de l'entourage de Hitler ».

## Enfance
Jeune garçon, il travaille dans l'école d'équitation de son père à Munich, puis après sa fermeture, comme garçon d'écurie pour Christian Weber, un des premiers membres du parti nazi (le NSDAP). En 1925, il intègre le Reiterregiment 17 de la Reichswehr, qu'il quitte en 1928 pour rejoindre la police bavaroise à Munich.

## Carrière dans la SS
À Munich, il entre tôt en contact avec le mouvement nazi : alors qu'il devient membre du parti, il intègre la Sturmabteilung (SA) en 1930, puis la Schutzstaffel (SS) en 1931. Il dirige l'école de cavalerie de la SS à Munich.
Huit ans plus tard, au début du conflit mondial, il est officier supérieur dans la Waffen-SS.
Lors de l'invasion de l'URSS, à la tête de la brigade de cavalerie SS, puis de la 8e division de cavalerie SS, il apporte un soutien aux Einsatzgruppen, chargés d’exterminer par fusillades et pendaisons les Juifs d'Ukraine et de Biélorussie. Sous son commandement, les sections montées des deux premiers régiments de cavalerie de la SS-Kavallerie Brigade font 14 000 victimes civiles dans les marais du Pripet entre fin juillet et début août 1941. Elles commencent leur action le 30 juillet 1941, à 7 h du matin. Après un entretien avec le HSSPf Erich von dem Bach-Zelewski, Hermann Fegelein fait savoir à ses troupes que tous les Juifs doivent être fusillés et les femmes chassées dans les marais. Le deuxième régiment applique ces ordres à la lettre, bien que nombre de ses hommes déplorent que chasser les femmes et les enfants n'ait en fait pas le résultat espéré, les marais n'étant pas assez profonds pour que l'on s'y noie. Quant au premier régiment, il assassine tous les Juifs, hommes, femmes et enfants. Ces opérations se terminent le 11 août 1941. Le mois suivant, Hermann Fegelein participe à la conférence de Moguilev.
Début 1942, il est SS-Standartenführer, au côté du général SS Wilhelm Bittrich, toujours sur le front de l'Est.
Fegelein entre en contact avec Eva Braun grâce au trafic de textiles de luxe qu'il a monté depuis la Pologne occupée. Eva Braun demande à Hitler de l'affecter à son état-major, ce qu'il fait en le nommant officier de liaison avec Himmler, le chef de la SS. Fegelein séduit aussi bien Eva que Hitler, et il a même peut-être une liaison avec Eva Braun. Entre-temps, étant donné que la sœur d'Eva, Gretl, est enceinte à la suite d'une aventure de passage, les convenances l'obligent à se marier pour pouvoir rester dans le cercle intime du Führer : en dépit de cette grossesse, Fegelein accepte de l'épouser en 1944.
La cérémonie de mariage, en grande pompe, se déroule le 3 juin 1944 au Schloss Mirabell de Salzburg. Les témoins de mariage sont : Hitler, Himmler et Martin Bormann. La situation de l'Allemagne ne fait qu'empirer sur le plan militaire. L'année 1944 est celle du reflux sur tous les fronts. Fegelein profite de sa situation privilégiée, mène une vie luxueuse et se montre infidèle au possible. Il essaye même de séduire les secrétaires de Hitler Traudl Junge et Christa Schroeder. Fegelein est jugé carriériste et est très mal vu des autres membres de l'entourage de Hitler, à l'exception de Hitler lui-même et d'Eva Braun.
Fegelein est vu une dernière fois, le 20 avril 1945, dans un film d'actualité national-socialiste tourné lors de l'anniversaire du Führer où il assiste à la remise par Hitler de la croix de fer à des enfants des Jeunesses hitlériennes qui ont détruit des chars de l'Armée rouge. Hermann Fegelein se tient à l'arrière, et arbore les insignes de grade de SS-Gruppenführer.

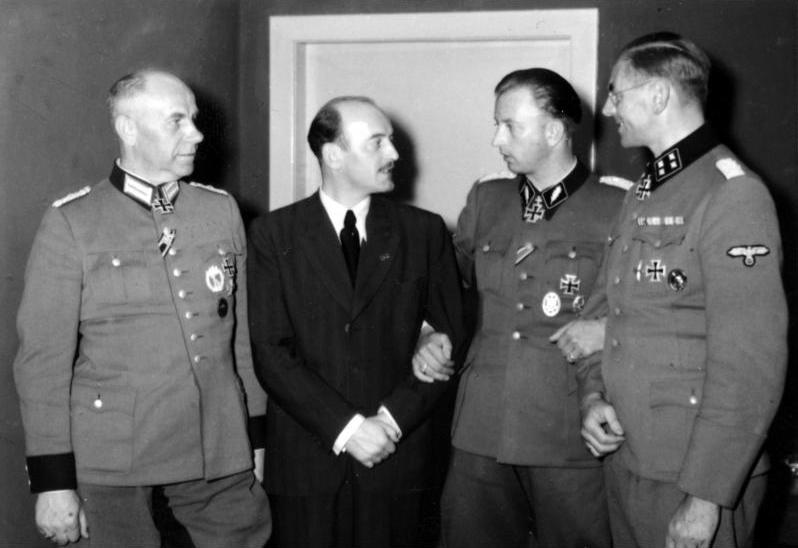
De gauche à droite Bernhard Griese, Heinz Gödecke, Hermann Fegelein et Rudolf Pannier.

## Arrestation et exécution
Les versions de la mort de Fegelein sont très nombreuses : il aurait été assassiné d'une rafale dans le dos dans le couloir du bunker ou abattu par un peloton d'exécution dans le jardin de la chancellerie le soir même de son arrestation ou le lendemain matin. Les motivations de Hitler pour valider le sort réservé au beau-frère de sa maîtresse demeurent peu précises.
Ce qui est à peu près certain est que dans la journée du 27 avril 1945, alors que les troupes soviétiques sont toutes proches du Führerbunker, et que la guerre semble perdue, Hitler apprend la nouvelle de la trahison de Himmler, chef de la SS. À ce moment-là, Fegelein, représentant la SS (donc Himmler) à l'état-major, est absent. Hitler le fait rechercher pour lui demander des explications. Des SS le retrouvent dans sa garçonnière avec une femme. Ivre, il aurait envisagé de s'enfuir à l'étranger. Il est ramené dans le Führerbunker, jugé et condamné le soir-même par un tribunal d'exception (dirigé par le général SS Wilhelm Mohnke), pour désertion et complicité de trahison. Il aurait dû être exécuté le soir-même, mais on décide de le laisser dégriser, afin qu'il ait l'esprit clair au moment de son exécution. Il est fusillé au petit matin dans le jardin de la chancellerie.

## Résumé de sa carrière dans la SS
Les grades de Fegelein dans l'Allgemeine SS et la Waffen-SS ont été les suivants (entre parenthèses, sont mentionnés les grades équivalents en France, dans l'armée de terre) :
| Allgemeine SS          | Waffen-SS                                          | Équivalence                                                                                | Date de promotion |
| ---------------------- | -------------------------------------------------- | ------------------------------------------------------------------------------------------ | ----------------- |
| SS-Untersturmführer    |                                                    | (sous-lieutenant)                                                                          | 12 juin 1933      |
| SS-Obersturmführer     |                                                    | (lieutenant)                                                                               | 20 avril 1934     |
| SS-Hauptsturmführer    |                                                    | (capitaine)                                                                                | 9 novembre 1934   |
| SS-Sturmbannführer     |                                                    | (commandant)                                                                               | 30 janvier 1936   |
| SS-Obersturmbannführer |                                                    | (lieutenant-colonel)                                                                       | 30 janvier 1937   |
| SS-Standartenführer    |                                                    | (colonel)                                                                                  | 25 juillet 1937   |
|                        | SS-Obersturmbannführer der Reserve                 | (lieutenant-colonel de réserve)                                                            | 1er mars 1940     |
|                        | SS-Standartenführer                                | (colonel)                                                                                  | 1er février 1942  |
|                        | SS-Oberführer                                      | (grade inexistant en France, intermédiaire entre ceux de colonel et de général de brigade) | 1er décembre 1942 |
|                        | SS-Brigadeführer und Generalmajor der Waffen-SS    | (général de brigade)                                                                       | 1er mai 1943      |
|                        | SS-Gruppenführer und Generalleutnant der Waffen-SS | (général de division)                                                                      | 21 juin 1944      |

## Décorations
- Insigne de combat d'infanterie en argent
- Agrafe de combat rapproché en argent
- Insigne des blessés
  - en argent
- Croix de fer (1939)
  - 2e classe
  - 1re classe
- Croix allemande en or (1er novembre 1943)
- Croix de chevalier de la croix de fer avec feuilles de chêne et glaives[c]
  - Croix de chevalier, le 2 mars 1942 en tant que SS-Standartenführer et commandant de la SS-Kavallerie-Brigade[10]
  - 157e feuilles de chêne, le 22 décembre 1942 en tant que SS-Oberführer et commandant d'un Kampfgruppe[11],[12]
  - 83e glaives, le 30 juillet 1944 en tant que SS-Gruppenführer et Generalleutnant de la Waffen-SS et commandant de la 8e division SS « Florian Geyer »[13]

## Au cinéma
Dans la pièce de théâtre filmée d'Alain Decaux le Bunker, tournée et diffusée à la télévision en 1972, le rôle de Fegelein est tenu par Jean Topart.
Dans le film allemand La Chute (Der Untergang : titre original) sorti en 2004, Hermann Fegelein est interprété par Thomas Kretschmann.